# Thư viện Hoàng gia Hà Lan
Thư viện Hoàng gia Hà Lan (tiếng Hà Lan: Koninklijke Bibliotheek hoặc KB; Thư viện Hoàng gia, tiếng Anh: Royal Library of the Netherlands) có trụ sở tại The Hague và được thành lập vào năm 1798. Nhiệm vụ của Thư viện Hoàng gia Hà Lan, theo như trình bày trên trang web của thư viện, là cung cấp "quyền truy cập vào kiến thức và văn hóa từ quá khứ đến hiện tại bằng cách cung cấp các dịch vụ chất lượng cao cho nghiên cứu, nghiên cứu và trải nghiệm văn hóa".
Sáng kiến thành lập thư viện quốc gia đã được đại diện Albert Jan Verbeek đề xuất vào ngày 17 tháng 8 năm 1798. Bộ sưu tập sẽ dựa trên bộ sưu tập sách bị tịch thu của William V.  Thư viện được chính thức thành lập với tên gọi Nationale Bibliotheek vào ngày 8 tháng 11 cùng năm, sau khi một ủy ban của các đại diện đã khuyên nên thành lập một thư viện quốc gia cùng ngày. Thư viện quốc gia ban đầu chỉ mở cho các thành viên của Representative Body.
Vua Louis Bonaparte đã đặt tên cho thư viện quốc gia là Thư viện Hoàng gia vào năm 1806. Napoleon Bonaparte đã chuyển Thư viện Hoàng gia sang The Hague làm tài sản, đồng thời cho phép Thư viện Hoàng gia ở Paris trưng bày các ấn phẩm từ Thư viện Hoàng gia. Năm 1815, Vua William I của Hà Lan đã xác nhận tên của 'Thư viện Hoàng gia' (tiếng Hà Lan: Koninklijke Bibliotheek) theo nghị quyết hoàng gia. Nó được biết đến là Thư viện Quốc gia Hà Lan từ năm 1982, khi mở các khu mới. Tổ chức này trở nên độc lập với nhà nước vào năm 1996, mặc dù được tài trợ bởi Bộ Giáo dục, Văn hóa và Khoa học.
Vào năm 2004, Thư viện Quốc gia Hà Lan chứa 3.300.000 mặt hàng, tương đương với 67 km giá sách. Hầu hết các mặt hàng (2.500.000 cuốn sách hoặc 48 km) trong bộ sưu tập là sách. Cũng có những phần của " văn học xám ", trong đó tác giả, nhà xuất bản hoặc ngày tháng có thể không rõ ràng nhưng tài liệu có ý nghĩa văn hóa hoặc trí tuệ. Bộ sưu tập chứa gần như toàn bộ văn học của Hà Lan, từ các bản thảo thời trung cổ đến các ấn phẩm khoa học hiện đại. Để một ấn phẩm được chấp nhận, nó phải đến từ một nhà xuất bản Hà Lan đã đăng ký. Bộ sưu tập có thể truy cập cho các thành viên. Bất kỳ người nào từ 16 tuổi trở lên đều có thể trở thành thành viên. Yêu cầu tài liệu mất khoảng 30 phút. Thư viện Hoàng gia lưu trữ một số trang web truy cập mở, bao gồm "Ký ức về Hà Lan" (Geheugen van Nederland).